# Ramada
Ramada (arab. رمادة, fr. Remada) – miasto w południowej Tunezji przy granicy z Libią.
Jest to mała oaza otoczona pustynią. W okolicach wysokie wydmy, popularne wśród miłośników sportów ekstremalnych i rajdów motocyklowych i samochodowych. Zarówno w okresie kolonizacji francuskiej, jak i obecnie znajduje się tu baza wojskowa.